# Frank Moorhouse

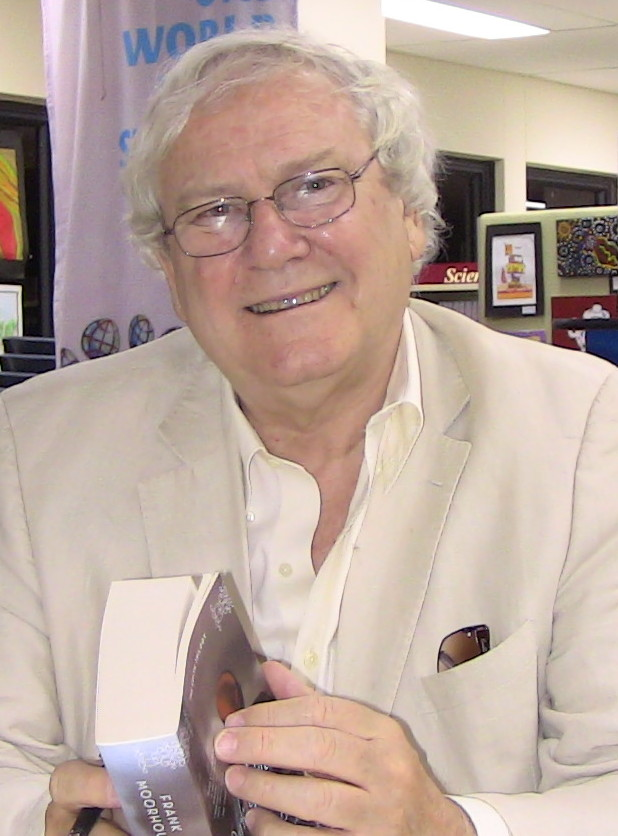
Frank Moorhouse (2011)

Frank Thomas Moorhouse AM (* 21. Dezember 1938 in Nowra, New South Wales; † 26. Juni 2022 in Sydney) war ein australischer Schriftsteller und Drehbuchautor.

## Leben und Karriere
Der 1938 in Nowra im Bundesstaat New South Wales geborene Moorhouse zählte zu den bedeutendsten australischen Autoren der Gegenwart. Er begann seine berufliche Laufbahn als Redakteur bei Lokalzeitungen und war ab 1970 hauptberuflich Schriftsteller. Er lebte in Sydney. Gelegentlich war er auch als Drehbuchautor aktiv, so bei der Verfilmung Coca Cola Kid (1985).
1989 erhielt er die Australian Literature Society Gold Medal für Fourty-seventeen. Dieser Roman wurde auch von der Zeitung The Age mit dem Titel Age Book of the Year ausgezeichnet. Für Dark Palace erhielt er 2001 den Miles Franklin Award.
Moorhouse gilt als Erneuerer der in der Tradition Henry Lawsons stehenden australischen Kurzgeschichte. Sein Stil war zuweilen satirisch. Er spiegelte reportagehaft, realistische Dialoge einbeziehend, die Fragmentierung der modernen Welt.

## Werke (Auswahl)
- Futility and other animals (1969)
- The Americans, baby (1972)
- The electrical experience (1974)
- Conference-Ville (1976)
- The ever-lasting secret family and other secrets (1980)
- Room service (1987)
- Forty-seventeen (1988, dt.: 17 & 40)
- Dark palace (2000)